# Citrus Heights (Kalifornija)
Citrus Heights je grad u američkoj saveznoj državi Kalifornija. Prema popisu stanovništva iz 2010. u njemu je živjelo 83,301 stanovnika.